# Формула-1 — Гран-прі Детройта
Гран-прі Детройта або Гран-прі США-Схід (англ. Detroit Grand Prix / United States Grand Prix East) — назва, що застосовувалася до перегонів Формули-1, які проводилися на вуличній трасі Детройта в Детройті, штат Мічиган, США з 1982 по 1988 рік.

## Історія
У 1982 році США стали першою країною, яка прийняла три Гран-прі чемпіонату світу за один сезон. На додаток до Гран-прі США-Захід в Лонг-Біч, штат Каліфорнія, і перегонів у Лас-Вегасі, нова подія відбулася в Детройті, штат Мічиган, на вуличній трасі, що проходила навколо Renaissance Center, поточної штаб-квартири General Motors. Це був єдиний випадок, коли три гонки чемпіонату Формули-1 проходили в одній країні до 2020 року, коли Італія прийняла Гран-прі Італії в Монці, Гран-прі Емілії-Романьї в Імолі та одноразовий Гран-прі Тоскани. Сполучені Штати знову планують прийняти три гонки Формули-1, починаючи з 2023 року: Гран-прі США на Трасі Америк в Остіні, штат Техас, Гран-прі Маямі та Гран-прі Лас-Вегаса.
Оригінальна траса була протяжністю 2,493 милі (4,012 км) та складалася з сімнадцяти поворотів, включно з двома шпильками та тунелем, який проходив біля річки та включав легкий вигин траси праворуч. Вулична траса виявилася навіть повільнішою, ніж у Монако. Нерівний, складний маршрут включав навіть переїзд залізничної колії. У 1983 році одна зі шпильок була прибрана, гонка відзначилась останньою перемогою для двигуна Cosworth V8, який був представлений в далекому 1967 році. В гонці 1986 року Айртон Сенна, незважаючи на прокол шини, зміг здобути свою першу перемогу з п’яти американських гонок в наступні шість років.
У 1982 році гоночний вікенд в Детройті розпочався невдало через організаційні проблеми. Практику, що була запланована на четвер, було скасовано, а першу кваліфікаційну сесію в п'ятницю довелося перенести. У п’ятницю був час лише на одну годинну практики, тому кваліфікація мала відбутися в суботу з двома одногодинними сесіями з інтервалом у чотири години. Субота була холодною та похмурою з високою ймовірністю дощу, і майже всі гонщики поспішали, щоб показати час на сухій трасі. Сесія відзначилась багатьма розворотами та виїздами за межі траси. Пообідня сесія була вологою, як і очікувалося, і час ранкової сесії справді визначав стартову решітку.
Невдовзі гонка завоювала репутацію надзвичайно вимогливої та виснажливої, з дуже горбистою трасою, покриття якої часто сильно руйнувалося під незмінно спекотною та дуже вологою погодою. Це була, мабуть, найскладніша гонка для болідів і пілотів Формули-1 у 1980-х роках – ця гонка часто приводила до перегонів на виснаження, а вузька траса часто призводила до того, що велика кількість болідів сходила через механічні поломки або контакт з бетонними стінами. Зокрема, гальма та коробки передач отримували величезне навантаження – водіям доводилося різко гальмувати понад 20 разів за коло та перемикати передачі приблизно 50–60 разів за одне коло (у ті часи автомобілі мали п’ятиступінчасту механічну коробку передач). Повільні 63 кола, що зазвичай тривали близько 1 хвилини 45 секунд, означали, що гонки завжди тривали близько двох годин. І як у Монако, якщо пілот виїжджав за межі траси або допускав хоча б найменшу помилку, покарання було дуже суворим і майже завжди призводило до сходу. У 1982 і 1983 роках гонки проводилися на початку червня, але з 1984 по 1988 роки — наприкінці червня. Різниця температур протягом двох тижнів у Детройті є значною – погодні умови в кінці червня значно спекотніші та загалом менш приємні. Принаймні половина пелетону сходила в кожній гонці. Часто вважалося досягненням, якщо пілот міг фінішувати в цій гонці, не кажучи вже про перемогу.
Незважаючи на те, що погодні умови та розлад траси у 1986 та 1987 роках не були такими інтенсивними, як у 1984 та 1985 роках, Детройт було вилучено з розкладу Формули-1 після 1988 року після того, як керівний орган Формули-1 FISA оголосив, що тимчасова територія піт-лейну не відповідає вимогам. FISA та FOCA вимагали побудувати постійний піт-лейн з боксами, але в Детройті не бажали витрачати кошти на будівництво окремих споруд для Формули-1. Гонка 1988 року була дуже спекотною, що дуже сильно вплинуло на руйнування асфальтного покриття – це був найгірший стан, у якому траса коли-небудь перебувала – навіть гірше, ніж у 1984 та 1985 роках. Гран-прі Детройта завжди було найскладнішою гонкою року, надзвичайно вимогливою до машин та пілотів – але в той момент гонка втратила свою привабливість і стала просто неприємною. Гонка вже були непопулярні серед пілотів, і в результаті кілька гонщиків після Гран-прі відкрито заявили про свою неприязнь до Гран-прі. У сезоні 1989 року спочатку планувалося перенести Гран-прі Формули-1 на нову трасу в парку Бель-Айл. Однак домовитися не вдалося, і єдине Гран-прі в Сполучених Штатах того року переїхало до Фінікса на 1989–1991 роки, яке був відоме як Гран-прі США, перше офіційне Гран-прі Сполучених Штатів після гонки 1980 року в Воткінс-Глен В Нью-Йорку. Після відходу Формули-1 гонку в Детройті замінили перегони санкціоновані CART — Гран-прі Детройта Інді, які в 1992 році перемістилися на трасу в Бель-Айл, спочатку запропоновану для Формули-1.

## Переможці Гран-прі Детройта

### Багаторазові переможці

#### Пілоти
| К-сть    | Пілот        | Роки             |
| -------- | ------------ | ---------------- |
| 3        | Айртон Сенна | 1986, 1987, 1988 |
| Джерело: |              |                  |

#### Конструктори
Жирним шрифтом виділені конструктори, які беруть участь в поточному сезоні чемпіонату Формули-1.
| К-сть    | Конструктор | Роки       |
| -------- | ----------- | ---------- |
| 2        | Lotus       | 1986, 1987 |
| 2        | McLaren     | 1982, 1988 |
| Джерело: |             |            |

#### Виробники двигунів
Жирним шрифтом виділені виробники двигунів, які беруть участь в поточному сезоні чемпіонату Формули-1.
| К-сть    | Виробник | Роки             |
| -------- | -------- | ---------------- |
| 3        | Honda    | 1985, 1987, 1988 |
| 2        | Ford *   | 1982, 1983       |
| Джерело: |          |                  |

* Вироблені компанією Cosworth.

### По роках
| Рік      | Пілот            | Конструктор    | Звіт |
| -------- | ---------------- | -------------- | ---- |
| 1982     | Джон Вотсон      | McLaren-Ford   | Звіт |
| 1983     | Мікеле Альборето | Tyrrell-Ford   | Звіт |
| 1984     | Нельсон Піке     | Brabham-BMW    | Звіт |
| 1985     | Кеке Росберг     | Williams-Honda | Звіт |
| 1986     | Айртон Сенна     | Lotus-Renault  | Звіт |
| 1987     | Айртон Сенна     | Lotus-Honda    | Звіт |
| 1988     | Айртон Сенна     | McLaren-Honda  | Звіт |
| Джерело: |                  |                |      |